# Festival de la francophonie
 (juin 2020).
Le Festival de la francophonie à Varsovie, en Pologne, est une série de concerts, projections de films, représentations théâtrales, conférences, lectures, et événements littéraires, actions éducatives et linguistiques sur le thème de la francophonie dans le monde. 
Le festival a lieu chaque mois de mars à Varsovie. La première édition a eu lieu en 2012. 
L'édition de 2015 est organisée en collaboration avec 9 ambassades : la Délégation Wallonie-Bruxelles, le Canada, la République démocratique du Congo, la France, la Grèce, le Luxembourg, le Maroc, la Roumanie, la Suisse et deux instituts culturels : l'Institut français de Pologne et l'Institut culturel roumain.
L'édition 2019 se déroule non seulement à Varsovie mais aussi dans différentes villes de Pologne : Wrocław, Gdańsk, Łódź ou Cracovie.